# Windows Live Gallery
Windows Live Gallery(ウィンドウズ ライブ ギャラリー)とは、かつてマイクロソフトが提供していたWindows Live サービスの1つ。
2020 年 1 月 14 日にサポートが終了した。
Windows Live Gallery では、Windows や、その他の Windows Live サービスをカスタマイズするアドオンが公開されていた。

## アドオン
おもに次のアドオンを公開している。
- ガジェット
  - サイドバー ガジェット
  - SideShow ガジェット
  - Web ガジェット
- コレクション
- ツールバー ボタン
- 検索マクロ
- 絵文字